# Pfarrkirche Biberbach

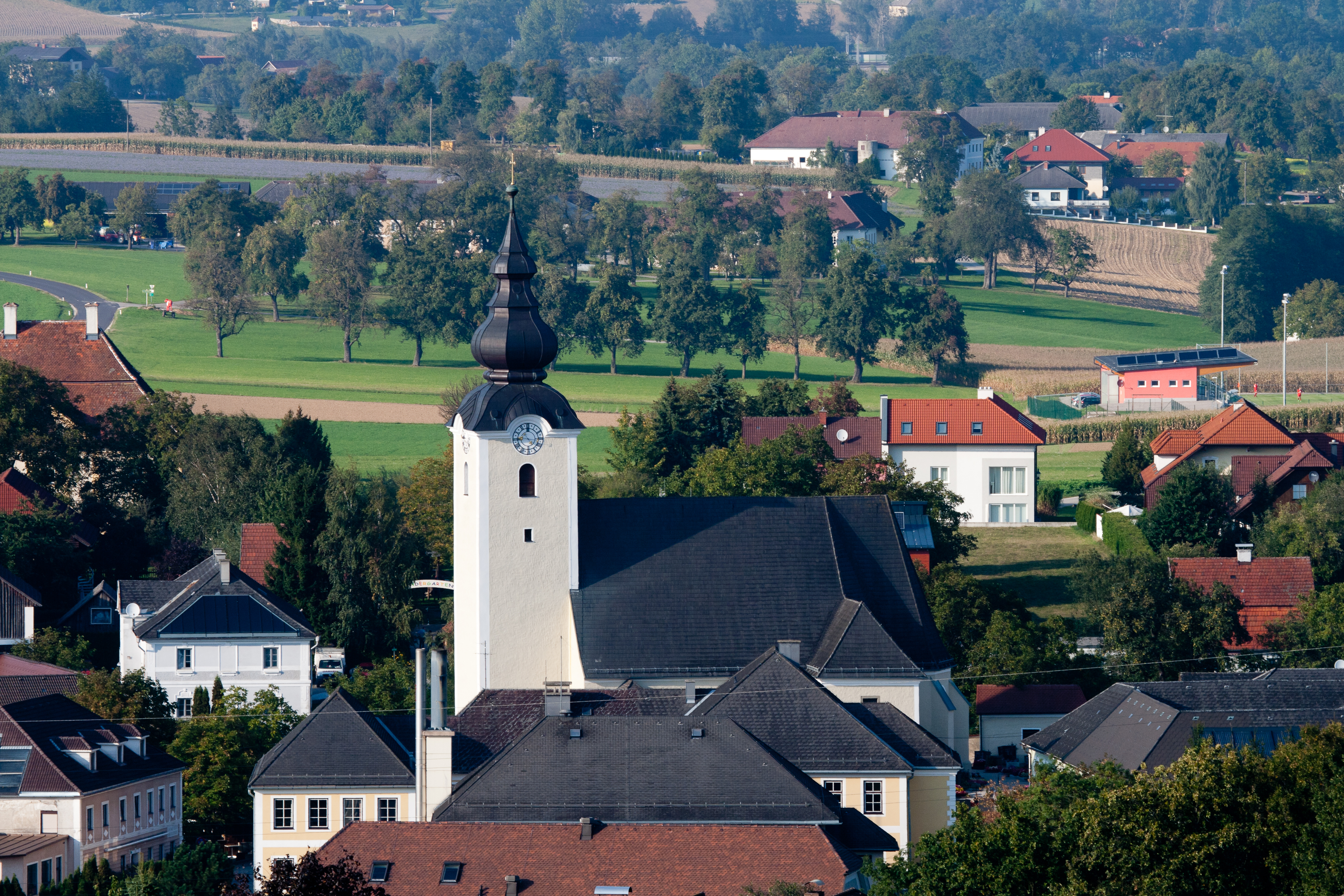
Katholische Pfarrkirche hl. Stephan in Biberbach

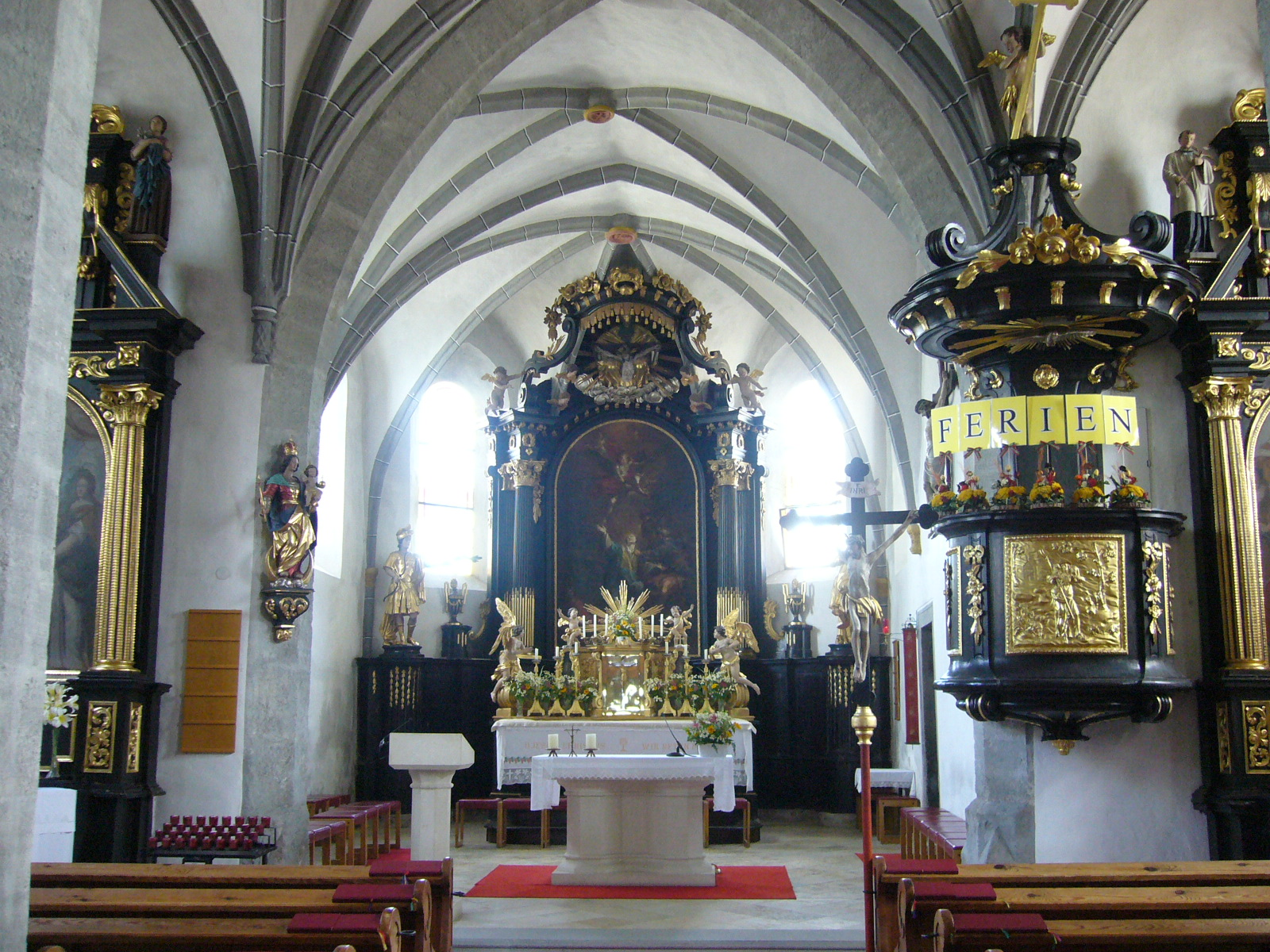
Langhaus, Blick zum Chor

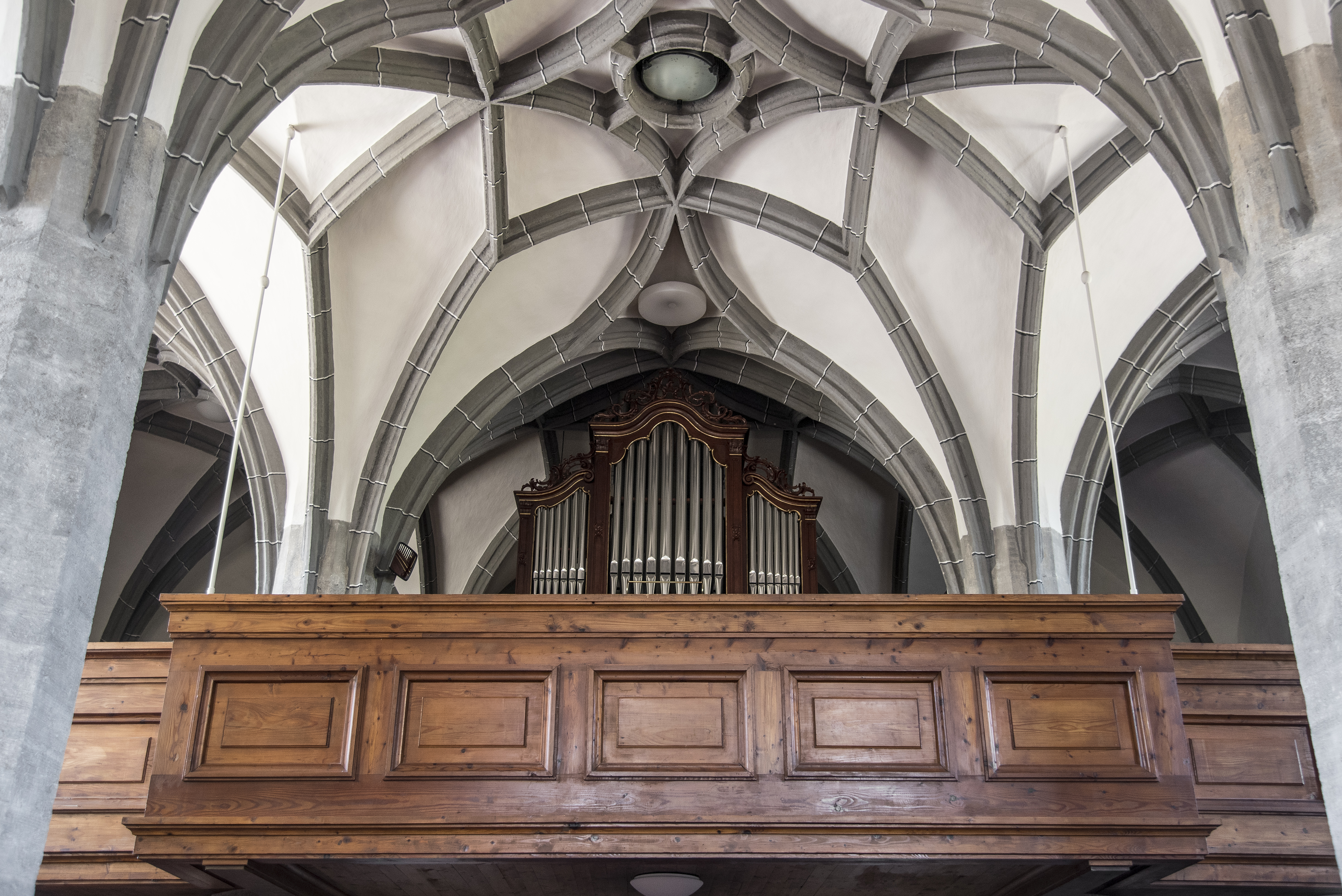
Ansicht der Kirchenorgel

Die Pfarrkirche Biberbach steht leicht erhöht in der Kirchsiedlung Biberbach in der Gemeinde Biberbach im Bezirk Amstetten in Niederösterreich. Die auf den heiligen Stephanus geweihte römisch-katholische Pfarrkirche – den Stift Seitenstetten inkorporiert – gehört zum Dekanat Waidhofen an der Ybbs in der Diözese St. Pölten. Die Kirche und der Friedhof stehen unter Denkmalschutz (Listeneintrag).

## Geschichte
1116 übergab Bischof Ulrich von Passau (?) dem Stift Seitenstetten die Filialkirche der Pfarrkirche Aschbach-Markt. Die Kirche wurde 1116 bzw. 1312 zur Pfarrkirche erhoben. Nach dem Türkeneinfall 1529 Vikariat. 1757 wurde die Pfarre wiedererrichtet und 1757/1758 der Pfarrhof neu erbaut. Die Kirche wurde ab 1957 in mehreren Abschnitten restauriert.

## Architektur
Die spätgotische Hallenkirche mit einem vorgestellten Westturm und einem eingezogenen Chor und barocken Anbauten ist von einem Friedhof umgeben.
Der Kirchenäußere zeigt einen einheitlich verputzten Kirchenbau unter einem Satteldach mit einem durchlaufenden First. Die Fassade zeigt spätgotische abgefaste Spitzbogenfenster zwischen abgetreppten Strebepfeilern. Auf das südwestliche Strebepfeilerpaar wurde eine Eingangsvorhalle unter einem Halbwalmdach mit einem Rundbogenportal im 17./18. Jahrhundert angebaut. Der spätgotische massive Turm hat ein schlichtes spitzbogiges Portal und oben barocke Rundbogenfenster, Uhrengiebel und eine Doppelzwiebelhaube aus 1751. Der hochgotische Chor mit Strebepfeilern und einem polygonalen Schluss hat barocke Rundbogenfenster. Im südlichen Chorwinkel steht ein zweigeschoßiger barocker Sakristeianbau aus der Mitte des 18. Jahrhunderts unter einem Halbwalmdach mit Klostergitterfenstern und einem schlichten Portal im Westen.

## Ausstattung
Die Altäre und die Kanzel zeigen sich in ähnlicher Fassung. Der Hochaltar des Tischlers Anton Paumgartner 1793 ist ein frühklassizistisches Säulenretabel mit einem integrierten Beichtstuhl, er zeigt das Altarblatt Martyrium des hl. Stephanus vom Martin Johann Schmidt 1792, flankiert von den Statuen Sebastian und Laurentius, der Auszug hat einen Gnadenstuhl nach Sonntagberger Vorbild mehreren Putti. Der Altartisch zeigt Zopfstil trägt einen Stehvolutentabernakel.
Die Orgel in einem neobarocken Gehäuse baute Johann Lachmayr 1915.

## Grabdenkmäler
- Südseitig an der Kirche neben einem eingemauerten Mühlstein befindet sich eine Terrakottatafel für 43 Türkenopfer 1529.
- Südseitig an der Kirche am Strebepfeiler ein Gedenksteinfragment als Pyramidenstumpf mit Reliefs Totenkopf mit leerem Wappen und dem Wappen des Stiftes Seitenstetten 1535.